# Philip Herschkowitz
Philipp Herschkowitz (română: Filip Herșcovici; rusă: Филипп Гершкович, Filipp Gershkovich) (n. 7 septembrie 1906, Iași – d. 5 ianuarie 1989, Viena) a fost un compozitor și teoretician muzical român. 
După ce studiază în Iași, se mută la Viena, fiind în anul 1928, elev al lui Alban Berg și din 1934, a lui Anton Webern. În 1939 se întoarce în România. A trăit, între 1940 și 1987, în Uniunea Sovietică. În 1987 se mută la Viena, unde a murit doi ani mai târziu.